# 朱應時
朱應時（？—？），字子中，羽林左衛軍籍，浙江紹興府餘姚縣人，明朝政治人物。

## 生平
嘉靖三十七年（1558年）戊午科順天府鄉試第三十六名舉人。嘉靖四十一年（1562年）中式壬戌科二甲第六十八名進士。授工部主事，歷升郎中，隆慶二年（1568年）出为卫辉府知府，五年十一月升辽东行太仆寺少卿兼山东按察司佥事。

## 家族
曾祖朱瑩；祖父朱祥；父朱師曾，中書舍人。母陳氏。